# Mimela princeps
Mimela princeps är en skalbaggsart som beskrevs av Hope 1841. Mimela princeps ingår i släktet Mimela och familjen Rutelidae. Inga underarter finns listade i Catalogue of Life.